# Kerrica Hill
Kerrica Hill, född 6 mars 2005, är en jamaicansk friidrottare som tävlar i häck- och kortdistanslöpning.

## Karriär
I augusti 2021 vid junior-VM i Nairobi var Hill en del av Jamaicas stafettlag tillsammans med Serena Cole, Tina Clayton och Tia Clayton som tog guld och noterade ett nytt juniorvärldsrekord med tiden 42,94 sekunder på 4×100 meter.
I augusti 2022 vid junior-VM i Cali tog Hill guld på 100 meter häck på tiden 12,77 sekunder, vilket blev ett nytt mästerskapsrekord och U18-världsbästa. Hon var även en del av Jamaicas stafettlag tillsammans med Serena Cole, Tina Clayton och Tia Clayton som försvarade sitt guld på 4×100 meter och som på nytt noterade ett nytt juniorvärldsrekord på tiden 42,59 sekunder.

## Personliga rekord
- 60 meter – 7,10 (Kingston, 25 februari 2023)[5]
- 100 meter – 11,16 (Kingston, 6 april 2022)[5]
- 200 meter – 23,57 (Spanish Town, 16 mars 2022)[5]
- 100 meter häck – 12,75 (Kingston, 22 april 2023)[5]